# Dramedy
 Der er for få eller ingen kildehenvisninger i denne artikel, hvilket er et problem. Du kan hjælpe ved at angive troværdige kilder til de påstande, som fremføres i artiklen.

Dramedy eller Comedy-drama eller dramady (dansk: dramakomedie), er en genre inden for tv, film og teater, som består af  lige dele alvor og humor. I Danmark er det seneste eksempel (februar 2012) dramedy-serien Rita.

## Historie

### Teater
Traditionelt teater lige fra det oldgræske drama var inddelt i to genrer: Komedie og tragedie. En tragedie sluttede med heltens død, mens en komedie handlede om under- eller middelklassen og sluttede med personernes succes. Ordet "drama" blev brugt som et begreb om den handling, der foregik i et teaterstykke. I det 19. århundrede begyndte forfattere/dramatikere som Anton Tjekhov, George Bernard Shaw og Henrik Ibsen at mindske forskellen mellem komedien og tragedien/dramaet.

### TV
Skabelsen af radioteater, biografer og i særdeleshed tv gjorde, at det i højere grad var nødvendigt til at markedsføre en udsendelse som enten komedie eller drama. Forskellen på teatret blev derimod mindre og mindre tydelig. Tv-komedier skulle til stadighed være lette og håndtérbare, så seerne ikke blev stillet over for alvorlige og seriøse emner.
I begyndelsen af 1960'erne sendte tv-selskaberne sædvanligvis serier på omkring 30 minutter som komedieserier (i særdeleshed sitcoms – situationskomedier) og tv-serier på omkring 60 minutter, som dramaserier (herunder en lang række genrer som krimi, western, science fiction, samt senere også sæbeoperaer). I dag holder selskaberne stadig fast i de 30-/60-minutter.
Enkelte sitcoms begyndte at inddrage dramatiske momenter i komedien, men det i slutningen af 1960'erne kun er undtagelser, der bekræftede reglen. I USA i 1969 var der en lille del af 30-minuttersserierne, som bevidst begyndte at skifte mellem komedie og drama, samt at sende afsnittene uden publikumslatter (dåselatter). Det samme gjorde også nogle af 60-minuttersserierne som CHiPs i slutningen af 1970'erne til starten af 1980'erne. Sådanne serier er i USA kendt som "comedy-dramaer". The Days and Nights of Molly Dodd, som blev sendt i 1987-1991, var et andet eksempel. De tidlige eksperimenter spillede stor rolle i tv-komedier generelt, og siden har serier (især familie-sitcoms) ofte indeholdt strejf af drama og mere seriøse temaer.
I Danmark var Lykke en vellykket dramedy med 1,4 millioner seere i 2011 og 2012.